# سنیاگووو (استان دوبریچ)
سنیاگووو (به بلغاری: Snyagovo) یک منطقهٔ مسکونی در بلغارستان است که در شهرستان جنرال توشوو واقع شده‌است.